# John Ruddy
John Thomas Gordon Ruddy (St. Ives, Inglaterra, Reino Unido, 24 de octubre de 1986) es un futbolista inglés que juega como guardameta en el Newcastle United F. C. de la Premier League.

## Selección nacional
Ha sido internacional con la selección de fútbol de Inglaterra, ha jugado un partido internacional.
Fue convocado por primera vez por Roy Hodgson en la lista preliminar para la Eurocopa 2012 como tercer portero, pero no pudo acudir debido a que estaba lesionado, por lo que fue reemplazado por Jack Butland.

## Clubes
| Club                          | País       | Año       |
| ----------------------------- | ---------- | --------- |
| Cambridge United F. C.        | Inglaterra | 2004-2005 |
| Walsall F. C.                 | Inglaterra | 2005      |
| Rushden & Diamonds F. C.      | Inglaterra | 2005      |
| Chester City F. C.            | Inglaterra | 2005-2006 |
| Everton F. C.                 | Inglaterra | 2006      |
| Stockport County F. C.        | Inglaterra | 2006      |
| Wrexham F. C.                 | Gales      | 2007      |
| Bristol City F. C.            | Inglaterra | 2007      |
| Stockport County F. C.        | Inglaterra | 2008      |
| Crewe Alexandra F. C.         | Inglaterra | 2009      |
| Motherwell F. C.              | Escocia    | 2009-2010 |
| Norwich City F. C.            | Inglaterra | 2010-2017 |
| Wolverhampton Wanderers F. C. | Inglaterra | 2017-2022 |
| Birmingham City F. C.         | Inglaterra | 2022-2024 |
| Newcastle United F. C.        | Inglaterra | 2024-     |

## Palmarés

### Campeonatos nacionales
| Título                       | Club                          | País       | Año  |
| ---------------------------- | ----------------------------- | ---------- | ---- |
| Football League Championship | Wolverhampton Wanderers F. C. | Inglaterra | 2018 |
| Copa de la Liga              | Newcastle United F. C.        | Inglaterra | 2025 |